# Pantaleon dorsalis
Pantaleon dorsalis är en insektsart som beskrevs av Matsumura. Pantaleon dorsalis ingår i släktet Pantaleon och familjen hornstritar. Inga underarter finns listade i Catalogue of Life.